# Okružná
Okružná (em húngaro: Kiskörösfő) é um município da Eslováquia, situado no distrito de Prešov, na região de Prešov. Tem 11,52 km² de área e sua população em 2018 foi estimada em 477 habitantes.

## Demografia
| Ano:        | 1994 | 2004    | 2014   | 2024    |
| ----------- | ---- | ------- | ------ | ------- |
| Broj ljudi: | 390  | 443     | 479    | 541     |
| Razlika:    |      | +13,58% | +8,12% | +12,94% |

| Ano:               | 2023 | 2024   |
| ------------------ | ---- | ------ |
| Número de pessoas: | 530  | 541    |
| Diferença:         |      | +2,07% |